# Liste der Geotope im Landkreis Günzburg
Diese Liste enthält die Geotope des Schwäbischen Landkreises Günzburg in Bayern.
Die Liste enthält die amtlichen Bezeichnungen für Namen und Nummern des Bayerischen Landesamt für Umwelt (LfU) sowie deren geographische Lage. Diese Liste ist möglicherweise unvollständig. Im Geotopkataster Bayern sind etwa 3.400 Geotope (Stand März 2020) erfasst. Das LfU sieht einige Geotope nicht für die Veröffentlichung im Internet geeignet. Einige Objekte sind zum Beispiel nicht gefahrlos zugänglich oder dürfen aus anderen Gründen nur eingeschränkt betreten werden.
| Name                                      | Bild | Geotop ID | Gemeinde / Lage     | Geologische Raumeinheit | Beschreibung | Fläche m² / Ausdehnung m | Geologie                                                                | Aufschlussart       | Wert      | Schutzstatus                                     | Bemerkung |
| ----------------------------------------- | ---- | --------- | ------------------- | ----------------------- | --- | ------------------------ | ----------------------------------------------------------------------- | ------------------- | --------- | ------------------------------------------------ | --------- |
| Ehem. Sandgrube Mengele E von Reisensburg |      | 774A006   | Günzburg Position   | Iller-Lech-Region       | Am östlichen Ortsrand von Reisensburg befindet sich die weitgehend verfüllte bzw. verstürzte, mit Altgras und Weidensukzession zugewachsene Sandgrube der Fa. Mengele. In der Grube wurden zahlreiche Fossilien gefunden, u. a. das Skelett eines Mastodonten. | 500 25 × 20              | Typ: Gesteinsart, Tierische Fossilien Art: Sand                         | Kiesgrube/Sandgrube | bedeutend | kein Schutzgebiet                                |           |
| Ehem. Sandgrube N von Kirrberg            |      | 774A008   | Balzhausen Position | Iller-Lech-Region       | Der Aufschluss ist durch zahlreiche Fossilienfunde (Elefantenartige) sowie durch eine bankartige Anreicherung von Margaretifera flabelata bekannt geworden. Die Grube ist weitgehend zugewachsen. Anstehender Sand findet sich nur noch stellenweise.          | 10000 100 × 100          | Typ: Tierische Fossilien Art: Sand                                      | Kiesgrube/Sandgrube | wertvoll  | Naturpark                                        |           |
| Aufschlüsse N von Reisensburg             |      | 774A010   | Günzburg Position   | Iller-Lech-Region       | Die Aufschlüsse wurden durch Hangrutsche am Prallhang freigelegt. Deutliche Diskordanz weist auf die mögliche Lage der Grenze zwischen limnischer Unterer Serie und fluviatiler Unterer Serie der Oberen Süßwassermolasse hin.                                 | 450 150 × 3              | Typ: Diskordanz, Schichtfolge, Rutschung Art: Sand, Schotter, Kalkstein | Hanganriss/Felswand | wertvoll  | Naturschutzgebiet, FFH-Gebiet, Vogelschutzgebiet |           |